# André Sentenac
Georges André Sentenac, né le 4 mai 1939 à Casteljaloux, est un biologiste moléculaire français spécialiste de la transcription des gènes.
Marié à Pierrette Balse, professeur de mathématiques à l’université d’Orsay, ils ont eu trois enfants, tous scientifiques, Anne, Marion et Daniel. 

## Biographie
Après des études secondaires au Lycée Gabriel-Fauré de Foix et des études universitaires à la Faculté des Sciences de Toulouse puis à celle de Bordeaux, il obtient un doctorat de 3e cycle puis un doctorat d’État en sciences naturelles à la Faculté des Sciences de Paris (1969). Un stage post-doctoral à l’Institut des maladies du muscle à New York l'amène à s’intéresser aux mécanismes d’activation des gènes.
Recruté dans le Service de Biochimie dirigé par Pierre Fromageot, il mènera toute sa carrière au Commissariat à l'Énergie Atomique (CEA), au Centre d’Études de Saclay, où il dirigera une équipe de recherche sur la Transcription des gènes. Il est nommé chef du Service de Biochimie et de Génétique Moléculaire en 1990, Directeur de recherches au CEA (1993) puis chef du Département de Biologie Joliot-Curie (1999).
Il est élu correspondant de l’Académie des Sciences en 1999 puis membre de l’Institut en 2007.

### Carrière scientifique
Lors de son stage postdoctoral new-yorkais, dans le laboratoire du Dr George Acs, André Sentenac aborde la régulation de l’expression des gènes en montrant qu’un traitement hormonal approprié force un jeune coquelet mâle à fabriquer certains composants spécifiques de l’œuf. De retour en France, pour contourner la complexité des organismes supérieurs, il va choisir de travailler sur la levure Saccharomyces cerevisiae. Dans les années qui suivront, cette levure va devenir un modèle d’étude incontournable en génétique moléculaire des cellules eucaryotes.
Dans un premier temps, il a isolé et identifié les constituants essentiels de la machinerie moléculaire responsable de la transcription des gènes chez la levure. Il a donné la première description complète des trois formes d’ARN polymérases nucléaires qui sont constituées de l’assemblage de nombreuses sous-unités aux fonctions diverses. Concentrant ses efforts sur la transcription de la grande famille des gènes de classe III codant les tARNs, l’ARN 5S et d’autres petits ARNs, il a isolé les facteurs généraux de transcription TFIIIC et TFIIIB et décrit la cascade d’interaction protéine-ADN et protéine-protéine conduisant au recrutement de l’ARN polymérase III sur l’ADN et à l’initiation de la transcription. Au total, 26 protéines sont dédiées à la transcription des gènes de classe III. En particulier, il montre que le facteur TFIIIC est constitué de deux modules protéiques capables de se lier à deux éléments promoteurs distincts espacés de façon variable selon les gènes, de lever la répression chromatinienne et de recruter TFIIIB,.

## Prix et distinctions
- 1969 : Prix Maurice Nicloux de la Société française de biochimie
- 1977 : Prix Paul Doisteau-Emile Blutel de l’Académie des sciences
- 1985 : Membre élu de l’EMBO[6]
- 1987 : Médaille d’argent du CNRS[7]
- 1997 : Grand prix Charles-Léopold Mayer de l’Académie des sciences
- 1999 : Membre de l’Academia Europaea
- 1999 : Membre correspondant de l’Académie des sciences[1]
- 1999-2004 : Membre de l’EMBO Council
- 2007 : Membre de l’Académie des sciences[1]
- 2012 :  Commandeur de l'ordre des Palmes académiques
- 2018 :  Officier de la Légion d'honneur

## Publications
- avec B. Hall, Yeast RNA polymerases and their role in transcription in The Molecular Biology of the Yeast Saccharomyces, Cold Spring Harbor Laboratory Press, 1982, p. 561-606.
- avec P. Thuriaux, Yeast nuclear RNA Polymerases in The Molecular and Cellular Biology of the Yeast Saccharomyces : Gene expression, Cold Spring Harbor Laboratory Press, 1991, p. 1-48.